# モザンビークの歴史

モザンビークの地図、1961年。

本項では、モザンビークの歴史（モザンビークのれきし）について述べる。モザンビークはポルトガル海上帝国の植民地、海外領土の時期、ポルトガルの構成国を経て、1975年に独立した。

## 植民地以前のモザンビーク

### 石器時代
2007年、カルガリー大学のフリオ・メルカデル（Julio Mercader）がモザンビークのニアサ湖近くにある深い石灰岩洞窟で10万年前の石器を発見した。この石器は野生のモロコシ属（現在サブサハラアフリカで小麦粉、パン、ポリッジ、アルコールに使用される小麦の原型にあたる）がヤシ酒用のヤシ、エンセーテ、キマメ、野生オレンジ、アフリカの「ポテト」などとともにホモ・サピエンスによって食されていたことを示した。これは栽培化される以前の穀類が人類によって食されていた直接の証拠としては最初期のものである。

### 古代史
現モザンビークに当たる地域に居住した最初の住民は狩猟採集民族でコイサン族の先祖にあたるサン人である。1世紀から5世紀までバントゥー語群を話す部族が北からザンベジ河谷を通って移住してきて、やがて高地や沿岸部にも移住した。バントゥー語群を話す部族は主に農民と鉄工であった。また8世紀にはアラブ人が貿易を行うために現れた。

### 文化間の接触
ポルトガル王国の探検家ヴァスコ・ダ・ガマが1498年にモザンビーク海岸に到着した時点で、モザンビーク沿岸部や島嶼部にあるアラブ人の貿易用の集落が既に数世紀存在しており、政治上は現地のスルターンが支配していた。アラブ人歴史家のマスウーディーは947年にはアフリカのソファの地（Sofa、現モザンビークにあたる地域で、モザンビークの名前自体もポルトガル人が到着した当時、モザンビーク地域を統治していたシャイフのムーサ・アル・ビックに由来する）にイスラム教徒が存在すると記録した。現地住民の大半がイスラム教徒になった。モザンビーク地域は1世紀の『エリュトゥラー海案内記』にも記述されているように、紅海、アラビア半島のハドラマウト地域、インド海岸で構成された貿易圏の南西の端に位置した。

## ポルトガル領モザンビーク（1498年 - 1975年）

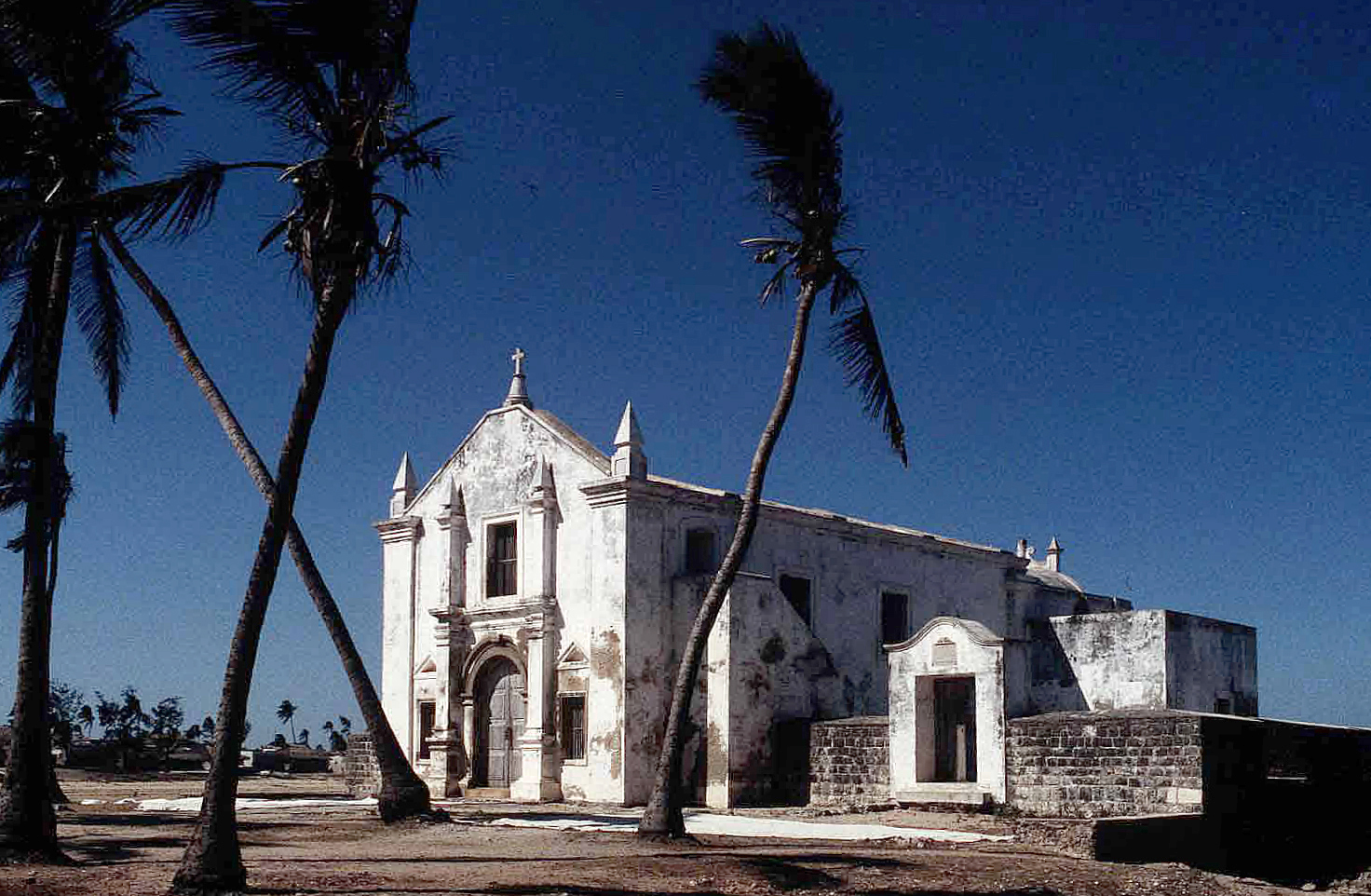
モザンビーク島はモザンビーク北部のナカラ海岸、モスリル湾口にある小さな島。ヨーロッパ人がその島を発見したのは15世紀末のことだった。

1500年頃より、ポルトガルの交易所と要塞がアラブ人の貿易と軍事覇権を破り、モザンビークはヨーロッパから東回りの海路の寄港地となった。
ヴァスコ・ダ・ガマが航海中の1498年に喜望峰を越えたことでポルトガルはモザンビーク地域の貿易、政治、社会に参入した。ポルトガルは16世紀初頭にモザンビーク島と港口都市のソファラを支配するようになり、1530年代にはポルトガル商人や金の探鉱を試みる者が内陸部に進出し、ザンベジ川沿岸のヴィラ・デ・セナとテテで駐留軍と交易所を設け、金の交易を独占しようとした。
ポルトガルは交易所や集落を集約して合法化すべく、ポルトガル人集落と政府を結ぶプラゾ（土地貸し下げ）を発行した。プラゾは最初はポルトガル人を対象としたが、種族間の通婚によりアフリカ系ポルトガル人やアフリカ系インド人がプラゾを持つようになり、彼らはチクンダと呼ばれるアフリカ人奴隷の大軍で守られた。モザンビークでは歴史的に奴隷制度が存在しており、アフリカ諸部族の部族長、イスラム教徒のアラブ人商人、ポルトガル人などのヨーロッパ人商人の間で人身売買が行われた。部族長たちは他部族との戦争で捕虜をとり、捕虜をモザンビーク人奴隷としてプラゼイロ（prazeiro、プラゾの所有者）に売却した。
ポルトガルの影響力は徐々に増えたが、その権力は限定的であり、自治権を与えられた入植者や官僚によって振るわれた。ポルトガルは1500年から1700年までの間、沿岸貿易からアラブ人を追い出すことに成功したが、1698年のジーザス要塞包囲戦でモンバサ島（現ケニア領）にあるジーザス要塞がオマーンに奪われると、アラブ人の追い出しが満足に行えなくなり、本国でもインドや極東、ブラジルとの貿易の方が実入りが多かったため投資がそちらに集中され、アフリカへの投資が減った。モザンビークでは1752年にモザンビーク総督府が設置され、1898年にはモザンビーク島からロレンソ・マルクス（現マプト）に遷都した。

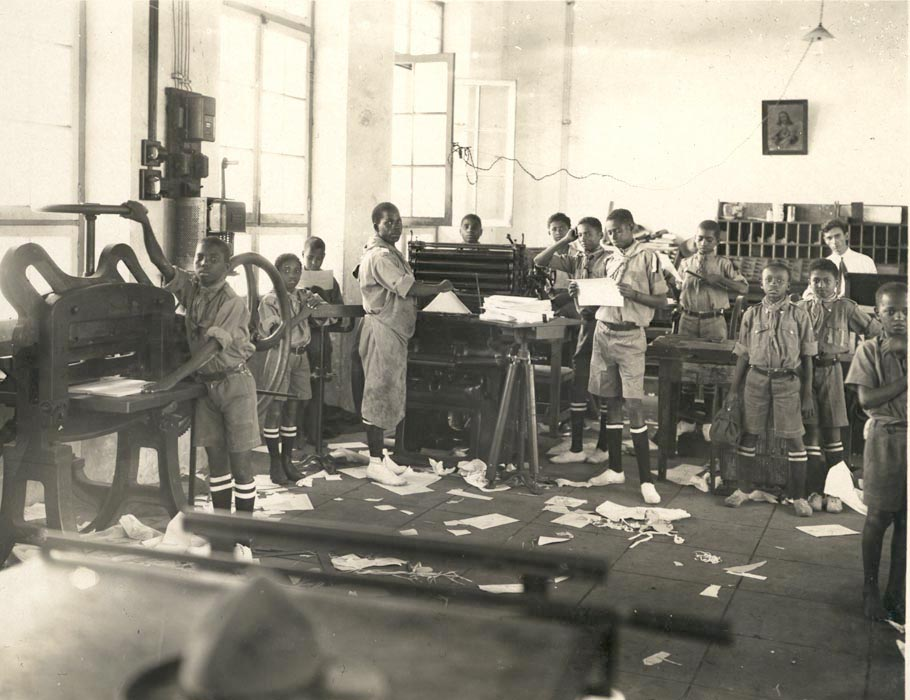
ポルトガル語の印刷と組版講習、1930年撮影。

20世紀初までに、ポルトガルはモザンビークの大半の行政権をモザンビーク会社、ザンベジア会社、ニアサ会社といった私立の会社に移譲した。これらの会社は大半がイギリスが出資、支配しており、モザンビークから隣のイギリス植民地である南アフリカ連邦、北ローデシア、南ローデシアへの鉄道を敷設した。奴隷制度は法的には廃止されたものの、これらの勅許会社は強制労働政策を実施し、近隣のイギリス植民地の鉱山やプランテーションに安価な労働者を提供した。例えば、最も儲かった会社であるザンベジア会社は一部小規模なプラゼイロ領を買い上げ、資産を守るために軍の駐屯所を設置した。これらの勅許会社はベイラと南ローデシアを繋ぐ鉄道など道路網と港口を建設して、貨物を輸出する経路を構築した。
しかし、経営状況が振るわず、アントニオ・サラザールのエスタド・ノヴォ体制でコーポラティズムが採用され本国からポルトガル海上帝国の経済への支配を強めようとしたため、多くの会社の利権が更新されなかった。例えば、ニアサ会社の利権は1929年に、モザンビーク会社の利権は1942年に切れた。また1951年にはポルトガル領アフリカ植民地が「ポルトガル海外州」に改称された。

## モザンビーク独立戦争（1964年 - 1974年）

ポルトガルの植民地戦争時点のポルトガル領アフリカ植民地

共産主義と反植民主義の思想がアフリカで広まると、モザンビーク独立を支持する秘密の政治運動が現れた。これらの運動では統治当局が主にモザンビーク在住のポルトガル人に利するために政策を制定したため、モザンビークの部族統合や現地コミュニティの発展はほとんど注目されなかったと主張した。これにより先住民族は国から制度的に差別され、巨大な社会的圧力に晒されたという。
1962年に結成されたモザンビーク解放戦線（FRELIMO）は1964年9月にポルトガル統治に対するゲリラ活動を開始した。この活動はポルトガル領アンゴラとポルトガル領ギニアで既に始まったゲリラ活動と合わさって、いわゆるポルトガルの植民地戦争（1961年 - 1974年）になった。軍事の視点からみると、ポルトガル正規軍は人口の中心地への支配を維持したが、ゲリラ部隊は北部と西部の農村地帯と部族地帯でポルトガル正規軍の影響力を削ごうとした。ポルトガル政府はFRELIMOへの対応として社会発展や経済増長に有利な状況を作り出そうとした。

## 独立（1975年）
10年間続いた散発的な戦闘とリスボンでの左翼軍事クーデター（カーネーション革命）によりポルトガルが民主化し、エスタド・ノヴォ体制が軍事ジュンタに代わると、FRELIMOはモザンビークを支配した。その後の1年間にモザンビークのポルトガル人25万人の大半がモザンビーク政府に追放されるか恐怖して出国し、1975年6月25日にはモザンビーク人民共和国が独立した。FRELIMOの一員で当時無名だったアルマンド・ゲブーザの主導で、ポルトガル人に24時間以内に最大20キログラムの荷物を持って出国するよう命じた法律が可決されたため、多くのポルトガル人は財産を持ち出せず無一文でポルトガルに帰国した。

## 内戦（1977年 - 1992年）
1975年、南アフリカ共和国のアパルトヘイト政府とローデシア中央情報局の支持を受けて、反共主義団体のモザンビーク民族抵抗運動（RENAMO）が設立された。RENAMOが輸送ルート、学校、クリニックに襲撃を仕掛けた結果、モザンビークは内戦に陥った。米国では中央情報局（CIA）と保守主義者がロビー活動を行い、RENAMOへの支持を促進しようとしたが、これは国務省が「RENAMOの承認も、RENAMOとの交渉もしない」と述べて拒否した。

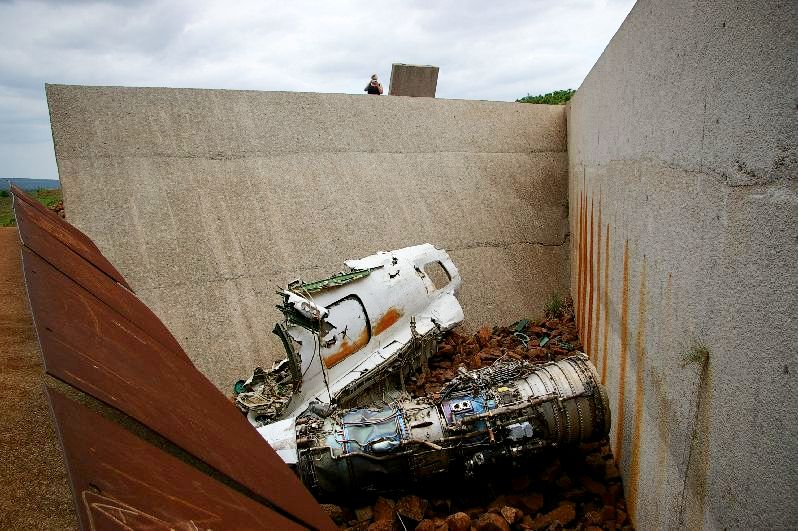
マシェルが乗っていたTu-134の残骸、サモラ・マシェル記念物にて。2006年撮影。

1984年、モザンビークはピーター・ウィレム・ボータ首相率いる南アフリカ政府とンコマチ協定を締結、南アフリカがRENAMOへの支援を取りやめる代償としてモザンビークがアフリカ民族会議を追放した。最初は両国とも協定を履行したが、やがて両国とも協定に違反していたことが明らかになり、戦闘が継続した。1986年10月19日、サモラ・マシェルが南アフリカ領内で航空機事故を起こして死亡した（1986年モザンビークTu-134墜落事故）。確固とした証拠はなかったが、多くの人々は南アフリカ政府の関与を疑った。マシェルの後任はジョアキン・アルベルト・シサノが務めた。内戦自体はRENAMOとFRELIMO双方で多くの人権侵害が起こった。
南アフリカからRENAMOへの支援が提言するとともに、FRELIMO政府とRENAMOの直接交渉が1990年に始まり、1990年11月には新憲法が施行された。モザンビークは複数政党制を採用、選挙を定期に行い、民主の権利を保証した。国際連合の支持を受けてサンテジディオ共同体が交渉したモザンビーク包括平和協定は1992年10月4日にシサノ大統領とRENAMOの指導者アフォンソ・ドラカマの間で締結され、10月15日に発効した。国際連合モザンビーク活動（ONUMOZ）が設立されて民主政への2年間の移行期を監督した。ONUMOZ部隊は1995年初までに撤収した。

## 民主政（1994年以降）
1994年モザンビーク総選挙は公正だったと広くみられ、シサノ大統領率いるFRELIMOが勝利し、ドラカマ率いるRENAMOが野党となった。
1995年11月、モザンビークはイギリス帝国領になったことのない国として始めてイギリス連邦に加盟した。1996年に結成されたポルトガル語諸国共同体にも加盟した。東南部アフリカ市場共同体には加盟したものの1997年に脱退している。隣国に避難していた難民170万人以上が1995年中までにモザンビークに帰国、また400万人の国内避難民が自宅に戻った。
1999年12月の1999年モザンビーク総選挙ではFRELIMOが再び勝利、RENAMOは選挙不正があったと主張し、内戦状態への逆戻りになると脅したが、最高裁判所まで上告して敗北した後はそれを撤回した。

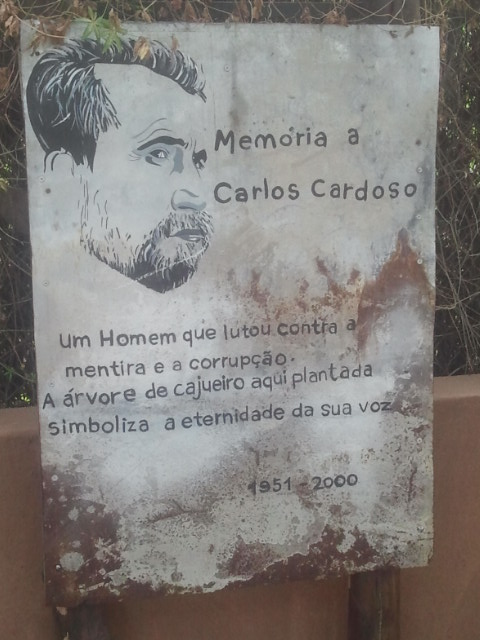
カルロス・カルドーゾの記念碑、2014年撮影。

2000年初、サイクロンがモザンビークを襲い、大規模な洪水を引き起こした。これにより数百人が死亡するとともに既に不安定なインフラ状況に追い打ちをかけた。外国からの救援物資が届いたが、FRELIMOの指導者によって着服されたと広く疑われ、それを調査していたジャーナリストのカルロス・カルドーゾが殺害され、その死因には疑問が残った。
シサノは2001年に大統領の3期目に出馬しないと述べ、自身よりも長く大統領に留まった国家元首を批判した。これはザンビア大統領フレデリック・チルバ（在任：1991年 - 2002年、2001年当時は2期目で3期目に向けて出馬を検討中）とジンバブエ大統領ロバート・ムガベ（在任：1987年 - 2017年、2001年当時は3期目）に向けた発言とされる。2004年12月1日から2日にかけての2004年モザンビーク総選挙ではFRELIMOのアルマンド・ゲブーザが得票率64%で勝利、RENAMOのドラカマ候補は32%にとどまった。議会ではFRELIMOが160議席を獲得、RENAMOと小政党数党の連合は残りの90議席を獲得した。ゲブーザは2005年2月2日に大統領に就任した。彼は2009年モザンビーク総選挙で再選された。2014年モザンビーク総選挙もまたFRELIMOが勝利、フィリペ・ニュシが大統領に当選した。
内戦以降はモザンビークの経済が回復したが、これは隣国の南アフリカ、そして東アジアからの投資者と観光客によるところが大きい。またポルトガル人も戻ってきてモザンビークに投資し、イタリア人からも投資された。石炭と天然ガスが成長して主要産業になり、内戦終結から20年間は平均収入が3倍に成長した。
独立戦争と内戦を経たモザンビークでは多くの地雷が残っていたが、22年間の努力により2015年には地雷の完全撤去が宣言された。